# کارل استین‌استروپ
کارل استین‌استروپ (انگلیسی: Carl Steenstrup؛ ۱۹۳۴ –۱۱ نوامبر، ۲۰۱۴ (۷۹−۸۰ سال)) زبان‌شناس، نویسنده، و مترجم اهل دانمارک بود.